# Jon Masalin
Jon Henrik Masalin (Helsinki, 29 gennaio 1986) è un ex calciatore finlandese, di ruolo portiere.

## Carriera

### Club

#### Gli inizi
A livello giovanile, Masalin ha cominciato la carriera con l'HJK, per poi passare Jokerit. Nel 2002 ha debuttato nella prima squadra di questo club, per poi trasferirsi agli olandesi dell'Heerenveen. Nel 2003 è entrato nelle giovanili dell'Aston Villa, dove è rimasto fino al 2005. Ha poi fatto ritorno in patria, dove ha giocato nell'Hämeenlinna.

#### Notodden
Nel 2006, Masalin ha lasciato la Finlandia per trasferirsi in Norvegia: ha infatti firmato per il Notodden, compagine militante in 2. divisjon, terzo livello del campionato locale. Al termine di quello stesso campionato, il Notodden si è guadagnato la promozione in 1. divisjon.
Il 9 aprile 2007, Masalin ha così debuttato in questa divisione, schierato titolare nel pareggio interno per 2-2 contro il Raufoss. Il suo Notodden ha chiuso il campionato al 9º posto finale, raggiungendo la salvezza.

#### HamKam
Il 15 dicembre 2007, il suo agente Stig Lillejord ha confermato il suo passaggio all'HamKam a parametro zero. Il giocatore ha così avuto modo di esordire in Eliteserien in data 25 maggio 2008, quando ha sostituito il titolare Ivar Rønningen nel pareggio a reti inviolate maturato sul campo del Lillestrøm. Ha totalizzato 15 presenze nel corso di quello stesso campionato, che l'HamKam ha chiuso al 14º posto, retrocedendo pertanto in 1. divisjon.
Rimasto in squadra anche nell'annata successiva, ha continuato ad alternarsi ad Ivar Rønningen, mentre la sua squadra è retrocessa nuovamente, stavolta in 2. divisjon. Masalin ha contestualmente lasciato l'HamKam in scadenza di contratto.

#### Fredrikstad
Libero da vincoli contrattuali, Masalin ha firmato per il Fredrikstad, dove avrebbe dovuto ricoprire l'incarico di secondo portiere, alle spalle del titolare Lasse Staw. Ha esordito in squadra il 16 maggio 2010, schierato titolare nella vittoria interna per 1-0 sul Løv-Ham. Nonostante fosse arrivato come riserva, nel corso di quella stessa stagione ha conquistato il posto da titolare. Il Fredrikstad ha poi chiuso l'annata al 3º posto, guadagnandosi la promozione attraverso le qualificazioni all'Eliteserien.
L'anno successivo ha subito un infortunio, che ha costretto il Fredrikstad ad ingaggiare il portiere Arnold Origi Otieno per sopperire alla sua assenza, chiedendo una deroga alla Norges Fotballforbund per tesserarlo al di fuori della finestra di trasferimento. Il Fredrikstad ha terminato la stagione mantenendo il proprio posto nella massima divisione.
In vista del campionato 2012, la squadra ha ingaggiato il veterano Jon Knudsen, per sostituire il partente Lasse Staw. Masalin è partito come sua riserva nelle gerarchie iniziali, ma a metà stagione ha riconquistato il posto da titolare. Il Fredrikstad è retrocesso in 1. divisjon al termine di questo campionato.
Masalin ha mantenuto il suo posto in squadra nel campionato 2013, subendo però un infortunio che gli ha fatto chiudere anzitempo la stagione. Il 3 novembre dello stesso anno ha rinnovato il contratto che lo legava al Fredrikstad, fino al 31 dicembre 2015. A causa della difficile situazione economica del Fredrikstad, Masalin ha iniziato a ricoprire anche il ruolo di preparatore dei portieri, oltre a quello di calciatore attivo.
Al termine del campionato 2017, il Fredrikstad è retrocesso in 2. divisjon.

### Nazionale
Masalin ha fatto parte dei 23 convocati del commissario tecnico Markku Kanerva in vista del campionato europeo Under-21 2009. Il portiere non ha disputato alcun incontro all'interno della manifestazione, in cui la squadra finnica è stata eliminata alla fase a gironi.

## Statistiche

### Presenze e reti nei club
Statistiche aggiornate al 19 novembre 2017.
| Stagione           | Club               | Campionato         | Campionato | Campionato | Coppe nazionali | Coppe nazionali | Coppe nazionali | Coppe continentali | Coppe continentali | Coppe continentali | Supercoppe | Supercoppe | Supercoppe | Totale | Totale |
| Stagione           | Club               | Comp               | Pres       | Reti       | Comp            | Pres            | Reti            | Comp               | Pres               | Reti               | Comp       | Pres       | Reti       | Pres   | Reti   |
| ------------------ | ------------------ | ------------------ | ---------- | ---------- | --------------- | --------------- | --------------- | ------------------ | ------------------ | ------------------ | ---------- | ---------- | ---------- | ------ | ------ |
| 2006               | Notodden           | 2D                 | ?          | -?         | CN              | ?               | -?              | -                  | -                  | -                  | -          | -          | -          | ?      | -?     |
| 2007               | Notodden           | 1D                 | 28         | -50        | CN              | ?               | -?              | -                  | -                  | -                  | -          | -          | -          | 28+    | -50+   |
| Totale Notodden    | Totale Notodden    | Totale Notodden    | 28+        | -50        |                 | ?               | -?              |                    | -                  | -                  |            | -          | -          | 28+    | -50+   |
| 2008               | HamKam             | ES                 | 15         | -27        | CN              | 2               | -2              | -                  | -                  | -                  | -          | -          | -          | 17     | -29    |
| 2009               | HamKam             | 1D                 | 8          | -14        | CN              | ?               | -?              | -                  | -                  | -                  | -          | -          | -          | 25     | -43+   |
| Totale HamKam      | Totale HamKam      | Totale HamKam      | 23         | -41        |                 | 2+              | -2+             |                    | -                  | -                  |            | -          | -          | 25+    | -43+   |
| 2010               | Fredrikstad        | 1D                 | 10+3       | -11+-1     | CN              | ?               | -?              | -                  | -                  | -                  | -          | -          | -          | 13+    | -12+   |
| 2011               | Fredrikstad        | ES                 | 7          | -11        | CN              | 5               | -5              | -                  | -                  | -                  | -          | -          | -          | 12     | -16    |
| 2012               | Fredrikstad        | ES                 | 14         | -29        | CN              | 2               | -3              | -                  | -                  | -                  | -          | -          | -          | 16     | -32    |
| 2013               | Fredrikstad        | 1D                 | 17         | -22        | CN              | 0               | 0               | -                  | -                  | -                  | -          | -          | -          | 17     | -22    |
| 2014               | Fredrikstad        | 1D                 | 29+1       | -26+-2     | CN              | 1               | -1              | -                  | -                  | -                  | -          | -          | -          | 31     | -29    |
| 2015               | Fredrikstad        | 1D                 | 10         | -21        | CN              | 0               | 0               | -                  | -                  | -                  | -          | -          | -          | 10     | -21    |
| 2016               | Fredrikstad        | 1D                 | 0          | 0          | CN              | 0               | 0               | -                  | -                  | -                  | -          | -          | -          | 0      | 0      |
| 2017               | Fredrikstad        | 1D                 | 2+2        | -5+-5      | CN              | 0               | 0               | -                  | -                  | -                  | -          | -          | -          | 4      | -10    |
| Totale Fredrikstad | Totale Fredrikstad | Totale Fredrikstad | 89+6       | -125+-8    |                 | 8               | -9+             |                    | -                  | -                  |            | -          | -          | 103+   | -142+  |
| Totale             | Totale             | Totale             | 140+6      | -216+-8    |                 | 10+             | -11+            |                    | -                  | -                  |            | -          | -          | 156+   | -235   |